# Vojtěch Jelínek
Vojtěch Jelínek (24. dubna 1861 Rychnov nad Kněžnou – 20. srpna 1917 Sadská) byl český římskokatolický duchovní a spisovatel, děkan ve středočeské Sadské. Jeho vrcholným dílem je Sadská: popis dějepisný, místopisný a statistický z roku 1912.

## Život
Narodil se 24. dubna 1861 ve východočeském Rychnově nad Kněžnou do rodiny soukeníka Havla Jelínka od tamtéž a Anny, dcery Antonína Jirečka z Kostelce nad Orlicí. Pokřtěn byl o den později kaplanem P. Františkem Šafránkem jako Vojtěch Jiří.
Ve svém rodišti vystudoval nižší a vyšší piaristické gymnázium. Posléze nastoupil studium teologie v Hradci Králové, kde byl 5. července 1885 biskupem Haisem vysvěcen na kněze.
Postupně zastával pozici kooperátora v Předhradí, kaplana v Poděbradech, administrátora v Předhradí, Kovanicích a Vrbici. Farářem v Předhradí byl od 8. října 1892 do 1. února 1907.
Po smrti P. Adolfa Pažouta byl 3. října 1907 jmenován děkanem v Sadské, v této pozici setrval až do své smrti. Zemřel 20. srpna 1917 na faře u kostela sv. Apolináře (Sadská 176). Jako příčina úmrtí je uvedena plicní tuberkulóza. Pochován byl 23. srpna Antonínem Nývltem, biskupským vikářem.

## Dílo
- Sadská: popis dějepisný, místopisný a statistický (1912)